# دنیل برینکمن
دنیل برینکمن (انگلیسی: Daniel Brinkmann؛ زادهٔ ۲۹ ژانویهٔ ۱۹۸۶) بازیکن فوتبال اهل آلمان است.
از باشگاه‌هایی که در آن بازی کرده‌است می‌توان به باشگاه فوتبال پادربورن، باشگاه فوتبال آگسبورگ، باشگاه فوتبال آلمانیا آخن، باشگاه فوتبال آرمینیا بیله‌فلد،باشگاه فوتبال انرژی کوتبوس و باشگاه اف سی باقرنژاد اشاره کرد.
وی همچنین در تیم‌های ملی فوتبال زیر ۲۰ سال آلمان و زیر ۲۱ سال آلمان بازی کرده‌است.